# Puma

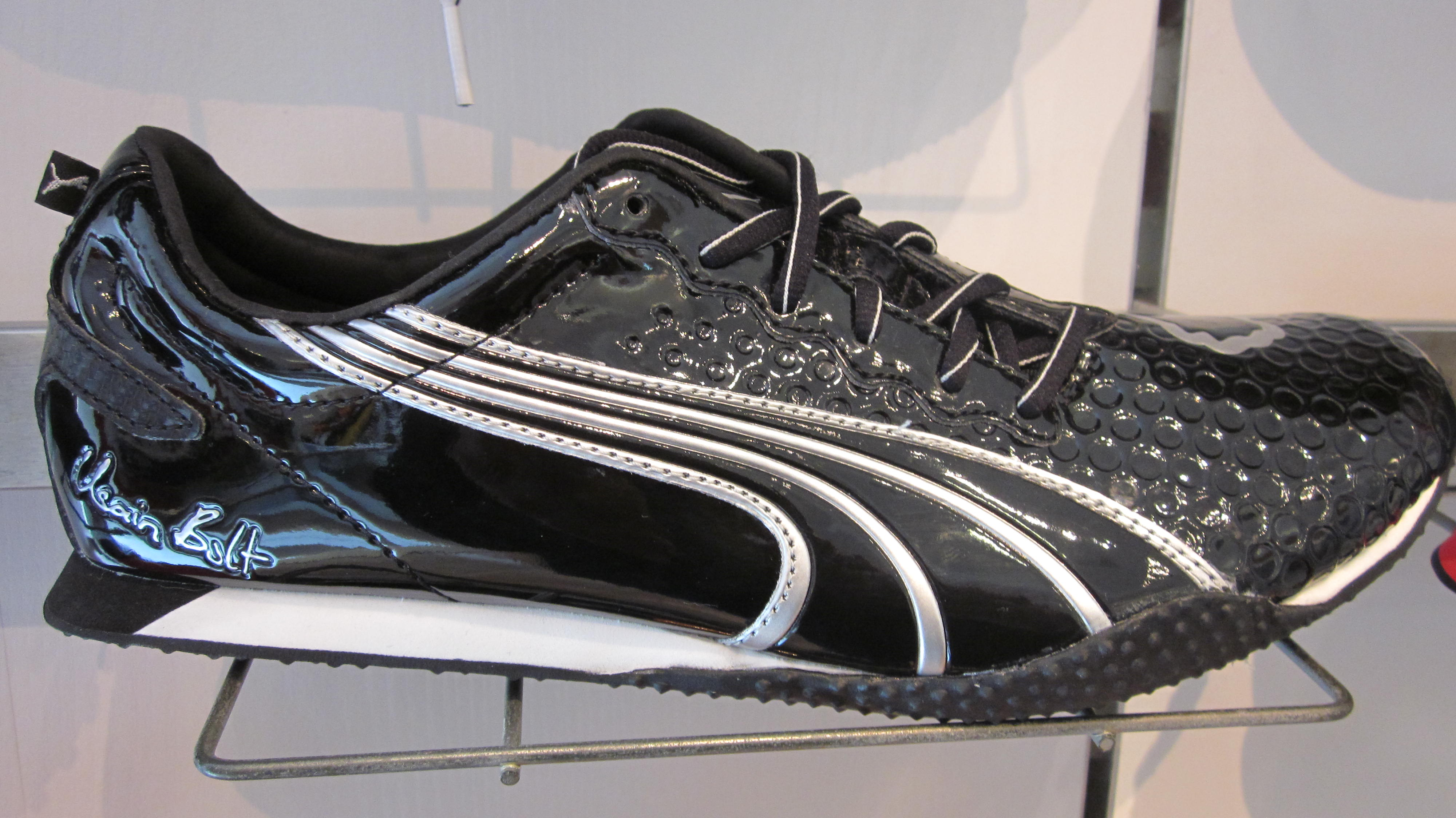
Кросівки фірми Пума

Пу́ма (нім. Puma) — німецька компанія, один зі світових лідерів виробництва спортивних товарів. Заснована в 1948 році одним із братів Дасслер.

## Історія компанії

### 1920-ті
- 1920 рік

Незабаром після Першої світової війни, на початку 1920 року, Дасслери на сімейній раді вирішили організувати сімейну справу — пошив взуття. Першою продукцією родини Дасслерів були домашні капці та ортопедичне взуття для тренувань спортсменів-інвалідів (яких було багато після війни). Матеріалом для них служило списане військове обмундирування, а підошви вирізали із старих автомобільних покришок.
- 1924 рік

До виробництва підключився старший брат Адольфа — Рудольф. 1 липня 1924 року заснована «Взуттєва фабрика братів Дасслер». Два брати з протилежними характерами доповнюють один одного: Адольф — спокійний і врівноважений виробник, тоді як Рудольф — активний і комунікабельний продавець.
- 1925 рік

Адольф винайшов і зшив перші у світі футбольні бутси із шипами, які виковували ковалі брати Целяйн. Футбольна модель виявилася зручною і разом з гімнастичними тапочками стала основною продукцією Дасслерів.
- 1927 рік

Дасслери орендували для своєї фабрики цілу будівлю, збільшили штат до 25 робітників, а виробництво — до 100 пар взуття на день. Пізніше Дасслери викупили цю фабрику.
- 1928 рік

Шиповки братів, розроблені разом із Джозефом Вайтцером, отримують патент німецького бюро. Літні Олімпійські ігри 1928 року в Амстердамі — перша поява взуття братів на таких великих змаганнях. Декілька спортсменів виступають у взутті Дасслерів.
- 1929 рік

Вперше в асортименті фабрики братів з'являються футбольні бутси.

### 1930-ті
- 1931 рік

Німецьку економіку вражає криза. Фабрика братів Дасслер не сильно схильна до даної проблеми, брати викупляють будівлю, яку доти тільки орендували. Компанія приступає до спорудження 3-поверхового будинку, пізніше названого «Вілла».
- 1932 рік

На Олімпіаді 1932 року німець Артур Йонат, виступаючи у взутті «Дасслер», став третім у бігу на 100 метрів. Це стає першим серйозним успіхом рекламної кампанії, заснованої на співпраці зі спортсменами.
- 1934 рік

Подія року для Адольфа — весілля. 17 березня дружиною стає Катріна Мерітц, дочка дизайнера взуття Франца Мерітца. Протягом декількох років народжуються майбутні спадкоємці — Хорст, Інге і Катрін.
- 1936 рік

На Олімпійських іграх — 36 у Берліні американський бігун Джессі Овенс у взутті «Дасслер» завоював чотири золоті медалі і встановив п'ять світових рекордів. Продажі «Фабрики братів Дасслер» перевищили 400 000 німецьких марок.
- 1938 рік

Відкривається друга фабрика Дасслерів в Герцогенаурасі. Загалом їхнє підприємство виробляє щодня 1000 пар взуття.
- 1939 рік

Після початку Другої світової війни, незважаючи на те, що обидва брати Дасслер були переконаними членами нацистської партії, фабрики Дасслерів піддалися конфіскації нацистами, а самі брати вирушили на фронт. На одній з фабрик нацисти спробували налагодити виробництво ручних протитанкових гранатометів, проте фабричне устаткування було не пристосоване для такого виробництва, тому Адольфа повернули з армії через рік — виготовляти тренувальне взуття для німецьких солдатів.

### 1940-ві
- 1945 рік

Містечко Герцогенаурах потрапило в американську зону окупації. Рудольф потрапив у табір для військовополонених, фабрика Дасслерів постачає в Сполучені Штати 1000 хокейних ковзанів за умовами контрибуції. Як компенсацію за ковзани вона отримує списану амуніцію армії США — намети, старі бейсбольні рукавички і т. д.
- 1946 рік

Окупація закінчена. Рудольф повертається з табору для військовополонених. Сімейну справу братам довелося піднімати майже з нуля. Взуття «Дасслер» знову виготовлялося із залишків військової амуніції, а 47 найнятих робітників отримували зарплату товаром (дровами, пряжею тощо).
- 1948 рік

Навесні, незабаром після смерті батька, брати поривають стосунки внаслідок сварки. Рудольф забрав собі одну фабрику, а Адольф — іншу. Вони умовилися не використовувати назву і символіку сімейного підприємства. Аді назвав свою фірму Addas, а Руді свою — Ruda. Але вже через декілька місяців Addas перетворюється на Adidas (абревіатура від Аді Дасслер), а Ruda — в Puma. Так припинив існування всесвітньо відомий у той час бренд — Dassler.
Самі брати до кінця своїх днів зберігали мовчання про причини сварки. Можливо, Руді так і не зміг пробачити Аді, що після війни той не спробував визволити його з табору для військовополонених, використовуючи знайомство з американськими офіцерами. А може бути, вони просто не змогли розділити спадок батька. У будь-якому випадку після розвалу сімейного підприємства брати один з одним не розмовляли, а Puma і Adidas стали запеклими конкурентами.

### 2000-ні

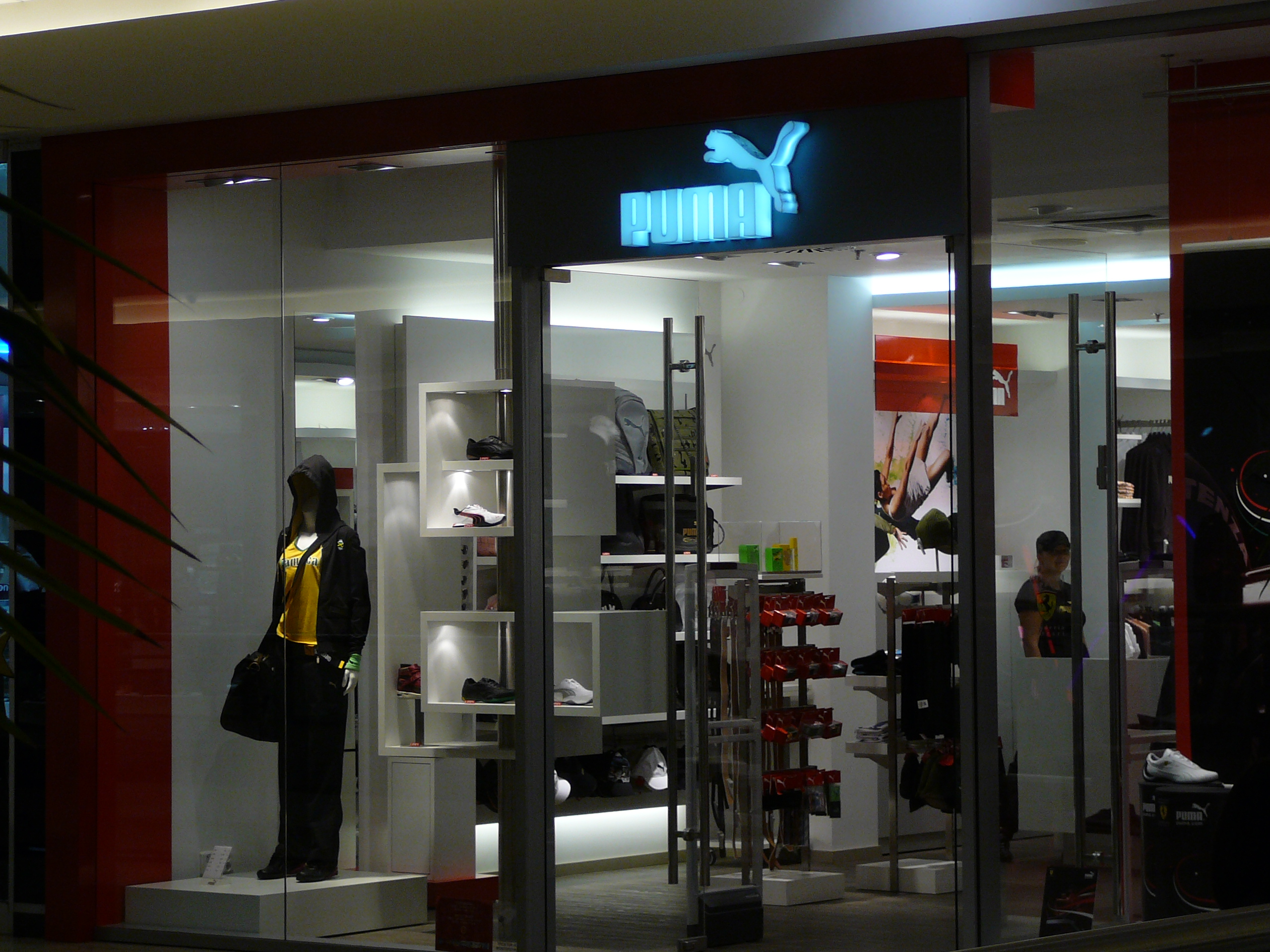
Магазин Puma в торговельному центрі

### 1950-ті
- 1952 Літні Олімпійські ігри — бігун Жози Бартель з Люксембурга виграв перше Олімпійське золото (1500 м) для Puma в Гельсінкі, Фінляндія.

## Діяльність

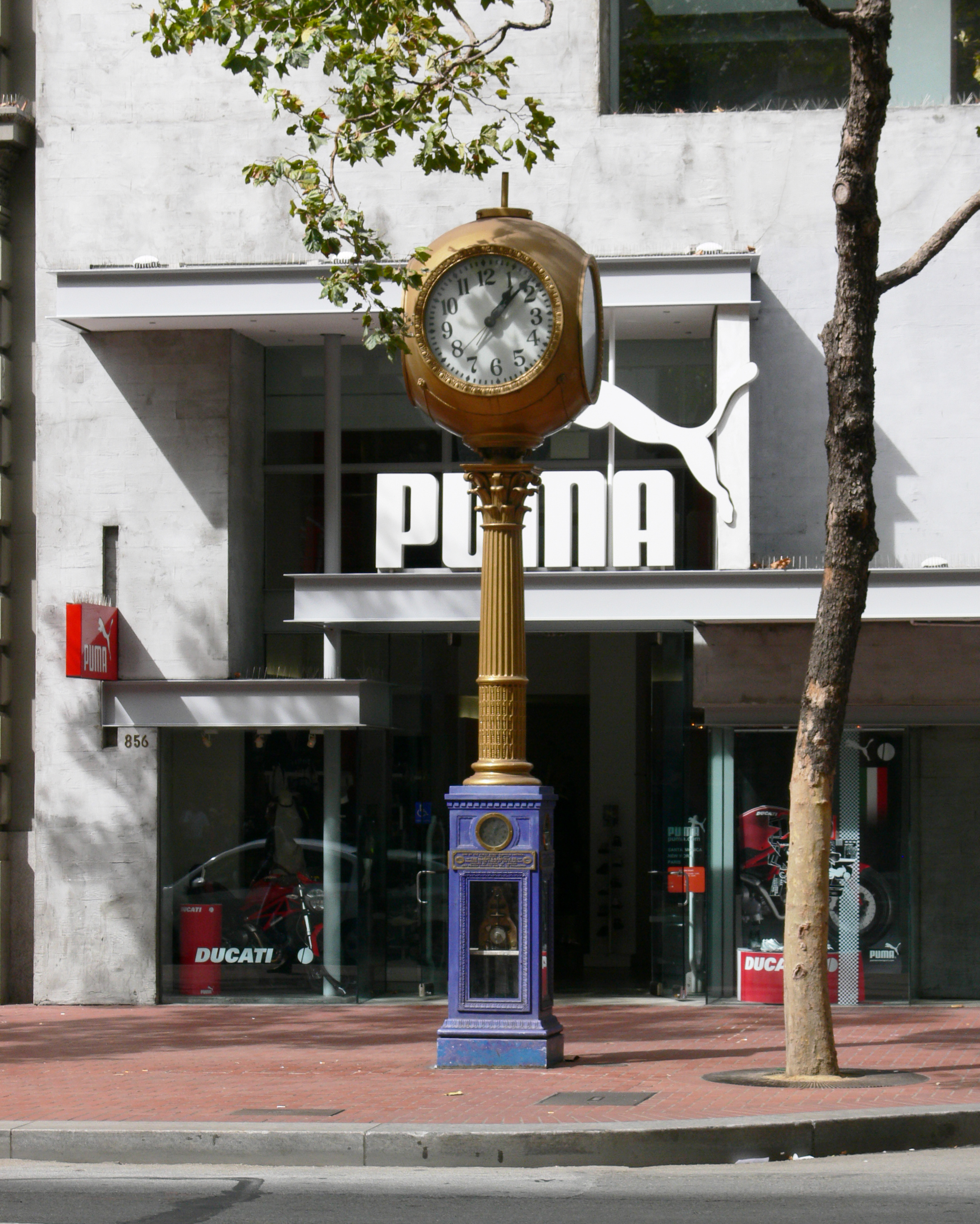
Магазин Puma в Сан-Франциско

Компанія виробляє спортивну екіпіровку під торговими марками Puma і Tretorn, має дочірні відділення в США (близько 20 % загальних продажів), Франції, Швейцарії, Іспанії, Гонконгу. Понад 1/3 продукції, виробленої в Німеччині, експортується. Компанії (на квітень 2008 року) належить мережа зі 116 магазинів. Чисельність персоналу на 2006 рік становила 6,8 тис. чоловік. Виручка в 2007 році склала 2,37 млрд євро (зокрема оборот мережі магазинів — 406,4 млн євро), чистий прибуток — 269 млн євро.

## Власники і керівництво
Основний акціонер Puma — французька група компаній PPR (64,34 %), решта акцій перебуває у вільному обігу. Ринкова капіталізація на квітень 2008 року — 3,68 млрд євро.